# Dick Whittington (acteur)
Pour les articles homonymes, voir Whittington.
Dick Whittington est un animateur de radio et un acteur américain. Dans les années 1970, il fut disc-jockey à Los Angeles pour les stations locales KLAC, KGIL et KFI, sous le nom de "Sweet" Dick Whittington.

## Filmographie
- 1971 : Duel (TV) : Radio Interviewer (voix)
- 1972 : La Chose à deux têtes (The Thing with Two Heads) : TV Newscaster
- 1978 : The Big Fix : Newsman
- 1980 : The Man with Bogart's Face : Reporter
- 1982 : Thou Shalt Not Kill (TV)
- 1984 : My Therapist : Sammy, the Disc Jockey